# Rellotge Astronòmic de Praga

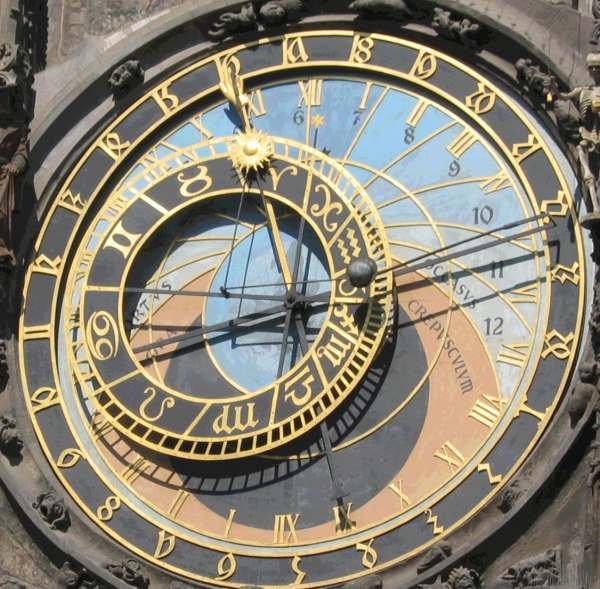
Quadrant astronòmic

El rellotge astronòmic de Praga (txec Staroměstský orloj) és un rellotge astronòmic medieval localitzat a Praga, capital de la República Txeca, situat a 50° 5′ 13.23″ N, 14° 25′ 15.30″ E / 50.0870083°N,14.4209167°E. El rellotge es troba a la paret sud de l'Ajuntament de la Ciutat Vella de Praga, i és una popular atracció turística.

## Descripció
Els tres principals components del rellotge són els següents:
- El quadrant astronòmic, que a més d'indicar les 24 hores del dia representa les posicions del sol i de la lluna al cel, a més d'altres detalls astronòmics.
- Les figures animades, que inclouen "el passeig dels apòstols", un mecanisme de rellotgeria que mostra, quan el rellotge dona les hores, les figures dels dotze apòstols.
- El calendari circular, amb medallons que representen els mesos de l'any.

## Quadrant astronòmic
El quadrant astronòmic té forma d'astrolabi, instrument usat en l'astronomia medieval i en la navegació fins a la invenció del sextant. Hi té pintades representacions de la Terra i del cel, així com dels elements que l'envolten, especialment quatre components principals: l'anell zodiacal, l'anell de rotació, la icona que representa el sol i la icona que representa la lluna.

### Fons
El fons representa la Terra i la visió local del cel. El cercle blau del centre representa el nostre planeta i el blau més fosc la visió del cel des de l'horitzó. Les àrees vermelles i negres indiquen les parts del cel que es troben sota l'horitzó. Durant el dia el sol se situa a la zona blava del fons, mentre que a la nit passa a situar-se a la zona fosca. Des que es fa de dia fins que a la posta de sol, la mecànica del sol fa que estigui sempre posicionat sobre la zona vermella. A l'esquerra del rellotge (l'est), trobem l'aurora i l'alba, mentre que a l'oest trobem l'ocàs i el crepuscle.
Els nombres daurats del cercle blau representen les 24 hores del dia (el format estàndard), que marquen l'hora civil de Praga. Però trobem també la divisió de 12 hores, que es defineixen pel temps entre l'alba i el vespre i que varia segons la durada del dia depenent de l'estació de l'any.

### Anell zodiacal
A l'interior del cercle negre es troba un altre cercle amb els signes del zodíac, que indiquen la localització del sol a l'eclíptica. Els signes són mostrats en ordre invers al sentit del rellotge. A la fotografia que acompanya aquest article, el sol es troba en la constel·lació d'àries i movent-se cap a la de taure.
La disposició del cercle zodiacal correspon a l'ús de la projecció estereogràfica del pla de l'eclíptica que fa servir el pol nord com a base de la projecció. Aquesta disposició és comuna en qualsevol rellotge astronòmic d'aquest període. La petita estrella daurada mostra la posició de l'equinocci d'estiu, d'aquesta manera els nombres romans també serveixen per a mesurar el temps sideral.

### Escala de temps de l'antiga Bohèmia
A la vora exterior del rellotge, el nom Schwabach daurat es troba sobre el fons negre. Aquests nombres indiquen les hores a l'antiga Bohèmia, que comencen a la una de l'alba. Els anells es van movent durant l'any i coincideixen amb el temps solar.

### El sol
El sol daurat es mou al voltant del cercle zodiacal i descriu una el·lipse. El sol s'ajunta amb el braç que té la mà daurada, i junts ens mostren el temps de tres formes diferents:
1. La posició de la mà d'or sobre els nombres romans indiquen l'hora local de Praga.
2. La posició del sol sobre les línies daurades indiquen les hores en format d'hores desiguals.
3. La posició de la mà daurada sobre l'anell exterior indica les hores després de l'alba segons l'antic horari txec.

A més, la distància entre el sol i el centre de l'esfera mostra el temps entre el vespre i l'alba.

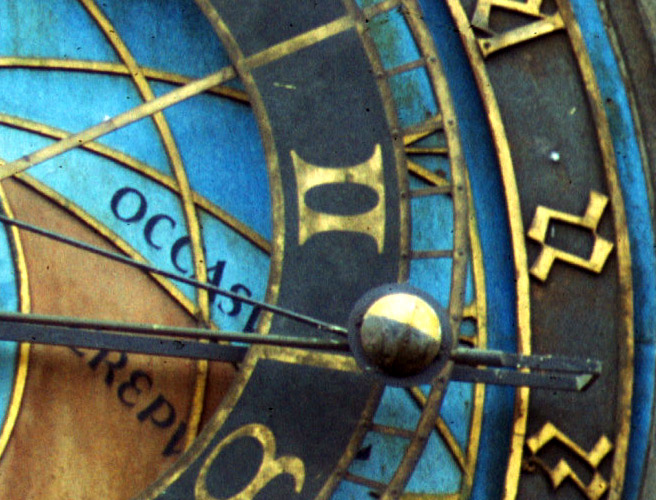
Detall del moviment de la lluna

### La lluna
El moviment de la lluna a l'el·lipse s'assembla al del sol, encara que és molt més ràpid. L'esfera lunar (una esfera platejada) mostra les fases de la lluna.

### Model computacional del rellotge astronòmic
El moviment de les diferents parts mecàniques de l'esfera astronòmica és massa lent per a apreciar-lo en temps real, però per comprendre'l podem usar el model computacional del rellotge Arxivat 2010-08-13 a Wayback Machine..

## Figures animades
|  |  |  |

Les quatre figures que flanquegen el rellotge són quatre al·legories. D'esquerra a dreta són les següents:
- La vanitat, representada per un home que sosté un mirall.
- L'avarícia, representada per un comerciant jueu amb la seva bossa.
- La mort, representada per un esquelet matant el temps.
- La luxúria, representada per un príncep turc amb la seva mandolina.

Cada hora entre les 9 del matí i les 9 del vespre les figures es posen en moviment. El vanitós es mira al mirall, l'avar mou la bossa, l'esquelet branda la dalla i estira una corda, el luxuriós mou el cap per mostrar que amenaça sempre. Les dues finestres s'obren i comença "el passeig dels apòstols". Els dotze apòstols desfilen lentament d'una finestra a l'altra precedits per sant Pere.
 Finestra esquerra. Apareix sant Pau aguantant una espasa i un llibre, el segueix sant Tomàs amb un arpó, sant Judes Tadeu amb un llibre a la mà esquerra, sant Simó amb una serra, ja que és el patró dels llenyataires, sant Bartomeu amb un llibre i sant Bernabé amb un papir.
 Finestra dreta. Sant Pere amb una clau, ja que guarda les claus del cel. El segueixen sant Mateu amb una destral, ja que és el patró dels constructors, fusters i ferrers, sant Joan, sant Andreu amb una creu i sant Jaume.
Quan les finestres es tanquen, un gall afegit el 1882 batega i canta, després sonen les campanes en format de 24 hores.

## Calendari
|  |  |

|  |  |

El calendari va ser afegit al rellotge el 1870. Els dotze medallons representen els dotze mesos de l'any. Són obra del pintor txec Josef Mánes. Les quatre escultures laterals són, d'esquerra a dreta, un filòsof, un àngel, un astrònom i un cronista.

## Llegenda
Segons la llegenda escrita per Alois Jirásek el mecanisme del rellotge astronòmic va ser construït pel mestre Hanuš (de veritable nom Jan Růže) i pel seu ajudant Jakub Čech el 1490. Els regidors cegaren al mestre perquè no pogués construir cap altre exemplar del rellotge. Čech va venjar el seu mestre introduint una mà en el mecanisme, que quedà inutilitzat, a costa de quedar ell manc.

## Història
La part més antiga del rellotge és el mecanisme del quadrant astronòmic, que data de 1410, quan va ser construït pel rellotger Nicolau de Kadan i per Jan Sindel, professor de matemàtiques i astronomia de la Universitat Carolina de Praga.
Successivament, al voltant de 1490, van ser afegits el calendari i les escultures gòtiques que decoren la façana. El rellotge es va aturar diverses vegades a partir del 1552, i va haver de ser reparat tantes vegades com fallades va tenir. La reparació de 1552 va ser realitzada per Jan Táborský, que va escriure un informe en el qual esmenta el mestre rellotger Hanus com a dissenyador del rellotge, cosa que es va demostrar que era falsa en el segle xx.
Al segle xvii es van afegir les estàtues mòbils dels laterals del quadrant astronòmic. Les estàtues de fusta dels apòstols van ser afegides durant la reparació de 1865-1866.
El rellotge va patir grans danys els dies 7 i 8 de maig de 1945, hores abans de la capitulació alemanya a Praga, que va ser forçada per l'avanç de l'Exèrcit Roig. Els soldats alemanys van dirigir els seus atacs de vehicles blindats i d'antiaeris a la Ciutat Vella de Praga en un esforç per silenciar la iniciativa emesa per la ràdio per part de la resistència txeca, iniciada el 5 de maig. L'Ajuntament i els edificis propers van ser incendiats, a més de les escultures de fusta del rellotge i l'esfera del calendari de Josef Mánes. Es va reparar la maquinària i els apòstols de fusta van ser restaurats per Vojtech Suchard, un famós constructor de titelles. El rellotge va tornar a funcionar a partir de 1948. L'actual rellotger, Otakar Zámecník, va realitzar una reparació general el 1994.
El rellotge de Praga és un dels nombrosos rellotges astronòmics que es van construir en els segles xiv i xv. Altres rellotges astronòmics van ser construïts a Norwich, Sant Albano, Wells, Lund, Estrasburg i Pàdua.